# Seconda guerra civile nella Repubblica Centrafricana
La seconda guerra civile nella Repubblica Centrafricana è una guerra civile in corso nella Repubblica Centrafricana. Ebbe inizio il 10 dicembre 2012, tra la coalizione di governo e le forze ribelli Séléka. Il conflitto è sorto dopo che i ribelli accusarono il governo del presidente François Bozizé di non riuscire a rispettare gli accordi di pace firmati nel 2007 e nel 2011. Molti dei gruppi ribelli sono stati precedentemente coinvolti nella prima guerra civile centrafricana.
Le forze ribelli conosciute come Séléka (che significa "unione" nella lingua sango) catturarono molte città importanti nelle regioni centrali e orientali del Paese alla fine del 2012. La Séléka comprende due grandi gruppi situati nella parte nordorientale della Repubblica Centrafricana: l'Unione delle Forze Democratiche per l'Unità (UFDR) e la Congregazione dei patrioti per la giustizia e la pace (CPJP), ma comprende anche la meno nota Unione patriottica per salvare il paese (CPSK). Due altri gruppi situati nel nord della Repubblica Centrafricana, il Fronte Democratico del Popolo Centrafricano (FDPC) e il gruppo ciadiano Fronte Popolare per la ripresa (FPR), hanno annunciato la loro fedeltà alla coalizione Séléka.
Il Ciad, il Gabon, il Camerun, l'Angola, il Sudafrica,la Repubblica Democratica del Congo e la Repubblica del Congo, essendo membri della Comunità economica degli Stati dell'Africa centrale (CEEAC), hanno inviato truppe sotto il nome di “FOMAC force”, per aiutare il governo Bozizé ad opporsi a una potenziale avanzata dei ribelli sulla capitale Bangui. Tuttavia, la capitale è stata conquistata dai ribelli il 24 marzo 2013; in quel momento François Bozizé ha lasciato il paese e il capo dei ribelli Michel Djotodia si è autoproclamato presidente.
Il 18 aprile 2013, Michel Djotodia è stato riconosciuto come capo del governo di transizione a un vertice regionale a N'Djamena. Il 14 maggio dello stesso anno, il primo ministro della Repubblica Centrafricana Nicolas Tiangaye ha richiesto al Consiglio di sicurezza dell'ONU l'invio di una forza di pace; il 31 maggio l'ex presidente Bozizé è stato incriminato per crimini contro l'umanità e l'incitamento al genocidio.
La situazione interna rimase instabile per tutta l'estate del 2013, con segnalazioni di oltre 200 000 sfollati interni (IDP), violazioni dei diritti umani, tra cui l'impiego di bambini soldato, stupri, torture, esecuzioni extragiudiziali e sparizioni forzate. I combattimenti ripresero nel mese di agosto, tra il gruppo ribelle Séléka e le forze del governo Bozizé (milizia antibalaka), spingendo il presidente francese François Hollande a chiedere al Consiglio di sicurezza dell'ONU e all'Unione africana di aumentare i loro sforzi per stabilizzare il paese; ciononostante il conflitto è peggiorato. Ad agosto le divisioni all'interno del governo Djotodia furono tali da costringere, nel gennaio 2014, il presidente Djotodia a dimettersi per lasciare l'incarico a Catherine Samba-Panza; nonostante ciò il conflitto continua.
Entro la fine del 2014, il paese era di fatto diviso con l'Anti-Balaka che controllava il sud e l'ovest, da cui la maggior parte dei musulmani era stata evacuata, e gruppi ex-Séléka che controllavano il nord e l'est. Faustin-Archange Touadéra, che è stato eletto presidente nel 2016, ha corso e vinto le elezioni del 2020, che hanno spinto le principali fazioni ribelli a formare un'alleanza contraria alle elezioni chiamata Coalizione dei Patrioti per il Cambiamento (in inglese Coalition of Patriots for Change, CPC), coordinata dall'ex presidente Bozizé.
Nel frattempo, il compito di mantenimento della pace (peacekeeping) è in gran parte passato dalla missione MICOPAX della Comunità economica degli Stati dell'Africa centrale alla missione MISCA dell'Unione Africana e alla missione MINUSCA guidata dalle Nazioni Unite, mentre la missione francese di mantenimento della pace nota come Operazione Sangaris terminò nell'ottobre 2016.
Nel 2014, Amnesty International ha denunciato numerosi massacri commessi dai miliziani antibalaka contro i civili musulmani, costringendo migliaia di musulmani a fuggire dal paese. Altre fonti riportano casi di cannibalismo all'interno della comunità musulmana. Il leader dei ribelli Noureddine Adam ha dichiarato la Repubblica autonoma del Logone, il 14 dicembre 2015, a cui è seguita la denuncia di un portavoce del governo di transizione della Repubblica Centrafricana.

## Antefatto

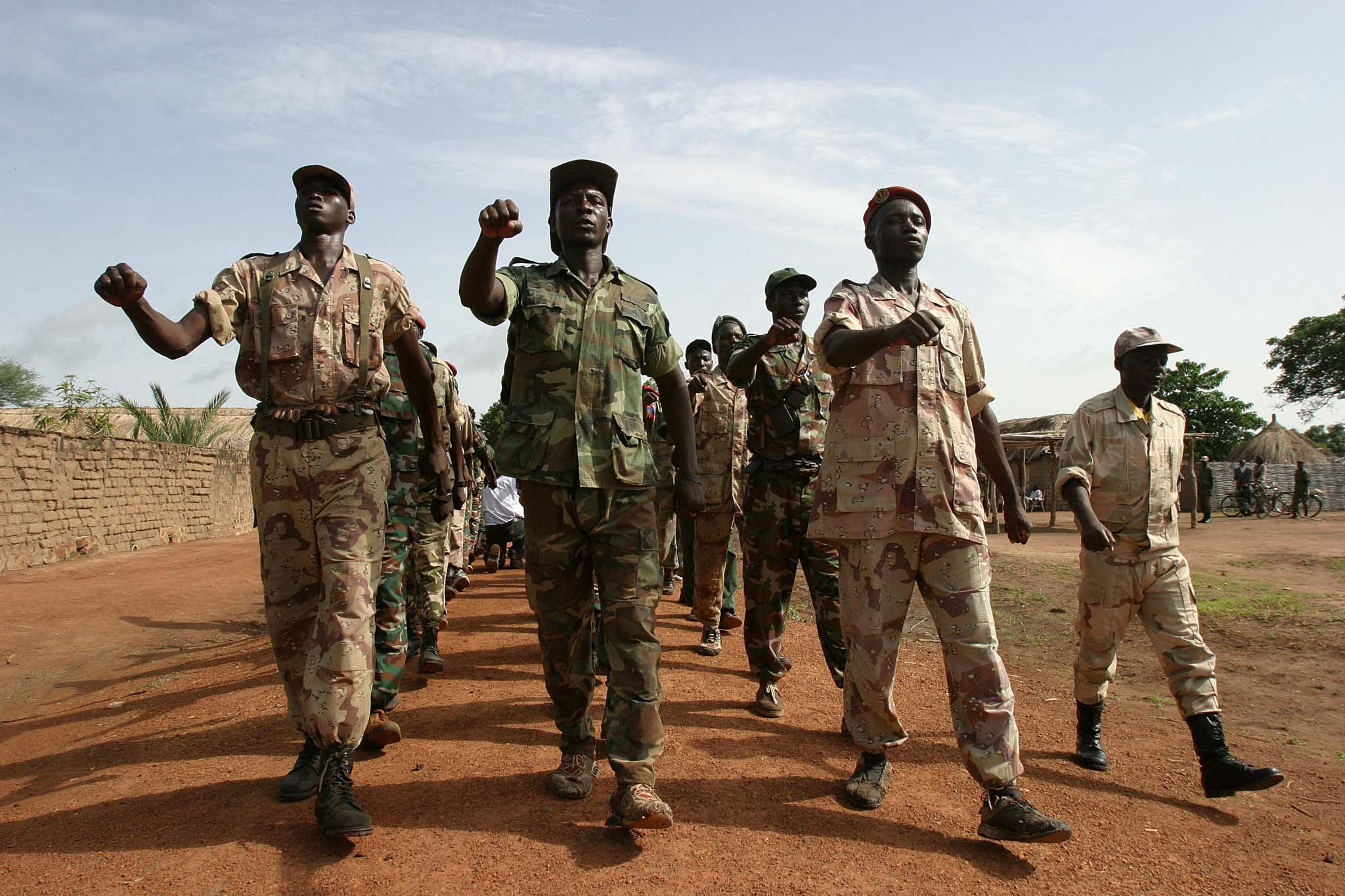
Ribelli nel nord della Repubblica Centrafricana nel giugno 2007.

La prima guerra civile centrafricana (2004-2007) ebbe inizio con la ribellione del gruppo armato UFDR, nel nordest del Paese, guidato da Michel Djotodia, dopo che François Bozizé ebbe preso il potere nel 2003. Ciò porto a sanguinosi combattimenti nel corso del 2004. Durante questo conflitto, le forze ribelli dell'UFDR combatterono il governo centrafricano in concomitanza con diversi altri gruppi di ribelli che si trovavano in altre parti del Paese, tra cui il Groupe d'Action Patriotique pour la libération de Centrafrique (GAPLC), la Convenzione dei Patrioti per la Giustizia e la Pace (CPJP), l'Esercito Popolare per la restaurazione della democrazia (APRD), il Movimento Centrafricano per la liberazione e la Giustizia (MLCJ) e il Fronte Democratico centrafricano (FDC). Il conflitto tra le parti causò decine di migliaia di sfollati per tutto il 2007, mentre le forze ribelli presero il controllo di diverse città.
Il 13 aprile 2007 fu firmato un accordo di pace tra il governo e l'UFDR a Birao. L'accordo prevedeva l'amnistia per i membri dell'UFDR, il suo riconoscimento come partito politico e l'integrazione dei suoi combattenti nell'esercito nazionale. Ulteriori negoziati portarono ad un accordo per la riconciliazione nel 2008, ad un governo di unità nazionale, a elezioni locali nel 2009, e a elezioni parlamentari e presidenziali nel 2010. Il nuovo governo di unità nazionale fu costituito nel gennaio 2009.
Secondo l'organizzazione dei diritti umani Human Rights Watch, centinaia di civili furono uccisi, più di 10 000 case furono bruciate, e circa 212 000 persone abbandonarono le loro case per vivere in condizioni disperate nella boscaglia situata nelle zone settentrionali della Repubblica Centrafricana. Inoltre i gruppi ribelli sostennero che Bozizé non avesse rispettato i termini dell'accordo del 2007, e che continuassero ad esserci abusi politici soprattutto nella parte settentrionale del Paese, come ad esempio la tortura e le esecuzioni illegali.

## Strada verso il colpo di Stato

### Le prime schermaglie
Nonostante la firma, nell'agosto 2012, di un accordo di pace tra il governo e la CPJP che prometteva la fine definitiva della "guerra della boscaglia”, la violenza politica proseguì nelle parti orientale e centrale del Paese. Il 15 settembre una fazione dissidente della Convenzione dei Patrioti per la Giustizia e la Pace, guidata dal colonnello Hassan Al Habib, che si faceva chiamare "CPJP fondamentale", attaccò le città di Sibut, Damara e Dekoa. Due membri delle Forze Armate centrafricane (FACA) furono uccisi a Dekoa.
Il colonnello Al Habib annunciò alla radio l'offensiva della "CPJP fondamentale" per protestare contro l'accordo di pace tra la principale fazione della CPJP e il governo, che fu denominata "Operation Charles Massi", in memoria del fondatore del CPJP che sarebbe stato torturato e ucciso dal governo centrafricano nel 2010. Al Habib inoltre dichiarò che il suo gruppo intendeva assalire Bangui e rovesciare Bozizé. In un comunicato stampa firmato dal colonnello Alkassim, un portavoce della parte fondamentalista della CPJP dichiarò che un gruppo che utilizza il nome dell'alleanza francese CPSKCPJP aveva rivendicato gli attacchi. Essa sostenne di aver ucciso due ulteriori membri dell'esercito governativo (FACA) a Damara, catturato veicoli militari e civili, armi tra cui razzi, e le apparecchiature di comunicazione. Inoltre confermò un assalto fallito alla città di Grimari. L'alleanza promise più operazioni in futuro.
Mahamath Isseine Abdoulaye, presidente della fazione filogovernativa della CPJP, replicò che gli attacchi di giovedì 15 settembre furono opera di ribelli ciadiani. Egli disse che la CPJP si era impegnata negli accordi globali di pace di Libreville del 2008 e che questo gruppo di "ladri" non sarebbe mai stato in grado di marciare su Bangui. Al Habib fu ucciso dall'esercito centrafricano (FACA) il 19 settembre a Daya, a nord di Dekoa.
Il 13 novembre, due civili e un agente di polizia in viaggio a Bangui furono feriti a morte sulla strada tra Sibut e Damara, vicino al villaggio di Libi sul confine della Prefettura di Ombella-M'Poko. Più a est, a Obo, un veicolo fu attaccato da soldati dell'esercito centrafricano. Nel veicolo distrutto fu ucciso un civile ed un numero imprecisato di soldati rimase ferito. L'attacco fu attribuito a Fronte Popolare del Ciad per i ribelli di recupero.

### Offensiva dei ribelli nel dicembre 2012
Il 10 dicembre 2012, un gruppo armato prese le città di Ndélé, Sam Ouandja e Ouadda. I ribelli combatterono con il governo e le truppe alleate CPJP per più di un'ora prima di conquistare la città di Ndélé. Almeno cinque soldati governativi furono uccisi. A Sam Ouandja, i ribelli dichiararono di aver catturato 22 soldati e armi pesanti semoventi.
Il 15 dicembre, le forze ribelli presero Bamingui, una città a circa 120 km da Ndélé in linea diretta verso Bangui. Tre giorni dopo, avanzarono a Bria, un importante centro di estrazione dei diamanti situato a 200 km a sud est di Ouadda. Alle prime luci del mattino del 18 dicembre, durante l'assalto dei ribelli furono uccisi più di 15 soldati governativi. Il gruppo Séléka dichiarò che stavano combattendo poiché non erano stati mantenuti i patti dopo l'accordo di pace del 2004-2007 stipulato dopo la “Central African Republic Bush War”. A seguito di una richiesta di aiuto da parte del Presidente centrafricano François Bozizé, il Presidente del Ciad, Idriss Déby, si impegnò ad inviare 2 000 soldati per aiutare a sedare la ribellione. Le prime truppe ciadiane arrivarono il 18 dicembre per rafforzare il contingente CAR a Kaga-Bandoro, in preparazione di un contrattacco su Ndélé.
Le forze di Séléka conquistano Kabo il 19 dicembre, un importante nodo per il trasporto tra Ciad e CAR, situato a nordovest rispetto alle aree precedentemente prese dai ribelli. Quattro giorni dopo la coalizione ribelle entrò a Bambari, la terza città più grande del paese, seguito da Kaga-Bandoro il 25 dicembre. Lo stesso giorno, il presidente Bozizé incontrò i consiglieri militari nella capitale Bangui.
Il 26 dicembre, centinaia di manifestanti infuriati per l'avanzata dei ribelli circondarono l'ambasciata francese a Bangui, lanciando pietre, bruciando copertoni e deponendo la bandiera francese. I manifestanti accusarono l'ex potenza coloniale di non riuscire ad aiutare l'esercito a combattere le forze ribelli. Almeno 50 persone, tra cui donne e bambini, che si erano rifugiati all'interno dell'edificio, furono protetti da un contingente di circa 250 soldati francesi che circondavano la zona. Un gruppo più piccolo di manifestanti scandì slogan fuori dall'ambasciata degli Stati Uniti e lanciò pietre contro veicoli che trasportavano dei passeggeri bianchi, secondo le notizie. Un volo settimanale di linea Air France da Parigi a Bangui dovette tornare indietro, come dichiarato da un portavoce della società, “a causa della situazione nella città”.
Più tardi, le forze ribelli raggiunsero Damara, oltrepassando la città di Sibut dove circa 150 soldati delle truppe ciadiane erano di stanza insieme con le truppe che si ritirarono dal Kaga-Bandoro. Josué Binoua, ministro dei trasporti per l'amministrazione del territorio, chiese alla Francia di intervenire nel caso che i ribelli, ora a soli 75 km, riuscissero a raggiungere la capitale Bangui. Il colonnello Djouma Narkoyo, portavoce di Séléka, invitò l'esercito a deporre le armi, aggiungendo che "Bozizé aveva perso tutta la sua legittimità e non controllava il paese".
Due bambini furono decapitati per un totale di 16 bambini uccisi a Bangui durante i recenti combattimenti. Un totale di 1000 persone furono uccise nel mese di dicembre.

### Appelli del governo
Il 27 dicembre, Bozizé chiese assistenza alla comunità internazionale, in particolare alla Francia e agli Stati Uniti, durante un discorso nella capitale Bangui. Il presidente francese François Hollande respinse la richiesta, affermando che le truppe francesi sarebbero state utilizzate solo per proteggere i cittadini francesi in CAR, e non per difendere il governo di Bozizé. I rapporti indicarono che l'esercito americano stava preparando i piani per evacuare "diverse centinaia" di cittadini americani, così come cittadini di altre nazioni. Il generale Jean Felix Akaga, comandante della Comunità economica degli Stati Centrafricani, disse che la capitale fu "messa in sicurezza" dalle truppe del MICOPAX, in missione di mantenimento della pace, aggiungendo che i rinforzi sarebbero arrivati presto. Tuttavia, fonti militari in Gabon e Camerun smentirono la notizia, affermando che non fu presa alcuna decisione in merito alla crisi.
Soldati governativi lanciarono un contrattacco contro le forze ribelli a Bambari il 28 dicembre, portando a scontri pesanti, secondo un funzionario del governo. Diversi testimoni ad oltre 60 km dissero di aver sentito esplosioni e fuoco di armi pesanti per molte ore. Più tardi, sia un capo dei ribelli che una fonte militare confermò l'attacco militare, il quale fu respinto e la città rimase sotto il controllo dei ribelli. Almeno un combattente ribelle fu ucciso e tre rimasero feriti negli scontri, il numero delle vittime dei militari restò sconosciuto.
Nel frattempo, i ministri degli esteri della Comunità economica degli Stati dell'Africa centrale (CEEAC) annunciarono che più truppe dalla Forza multinazionale per l'Africa centrale (FOMAC) sarebbero state inviate nel Paese per sostenere i 560 membri della missione già presente (MICOPAX). L'annuncio fu fatto dal ministro degli esteri del Ciad Moussa Faki dopo un incontro nella capitale del Gabon, Libreville. Allo stesso tempo, il vice segretario generale dell'ECCAS, Guy Pierre Garcia, confermò che i ribelli e il governo CAR accettarono i colloqui incondizionati, con l'obiettivo di arrivare ai negoziati entro il 10 gennaio al più tardi. A Bangui, la US Air Force evacuò circa 40 persone dal paese, tra cui l'ambasciatore americano. Il Comitato Internazionale della Croce Rossa evacuò otto dei suoi lavoratori stranieri, mentre dei volontari locali e 14 stranieri rimasero per aiutare il crescente numero di sfollati.
Il 29 dicembre, le forze ribelli conquistarono la città di Sibut senza sparare un colpo, con almeno 60 veicoli del CAR e le truppe ciadiane provenienti da Damara, l'ultima città tra Séléka e la capitale. A Bangui, il governo ordinò il coprifuoco dalle 19:00 alle 5:00 del mattino e vietò l'uso di moto taxi, temendo che potessero essere utilizzati dai ribelli per infiltrarsi nella città. I residenti riferirono che molti negozianti assoldarono gruppi di uomini armati a guardia delle loro proprietà in previsione di possibili saccheggi, mentre migliaia di persone stavano lasciando la città in auto e in barche sovraccariche. Il contingente militare francese salì a 400 unità, con il dispiegamento di 150 paracadutisti aggiuntivi inviati dal Gabon all'aeroporto di Bangui. Il primo ministro francese Jean-Marc Ayrault, nuovamente sottolineò che le truppe erano presenti solo per "proteggere i cittadini francesi ed europei" e non per trattare con i ribelli.

### Trattative di pace e truppe straniere
Il 30 dicembre, il Presidente Bozizé accettò un possibile governo di unità nazionale con i membri della coalizione Séléka, dopo l'incontro con il presidente dell'Unione africana Thomas Yayi Boni. Egli aggiunse che il governo CAR era pronto ad iniziare i colloqui di pace, "senza condizioni e senza indugi". Il 1º gennaio rinforzi dal FOMAC cominciarono ad arrivare a Damara per sostenere le 400 truppe ciadiane già presenti come parte della missione MICOPAX. Con i ribelli asserragliati nella capitale Bangui, furono inviati 360 soldati per aumentare le difese di Damara, di cui 120 provenienti da Gabon, Repubblica del Congo e Camerun, con il generale del Gabon al comando delle forze. Nella stessa capitale, gli scontri mortali scoppiarono dopo che la polizia uccise un giovane musulmano sospettato di collegamenti con Séléka. Secondo le notizie, l'uomo fu arrestato durante la notte e fu ucciso quando cercò di fuggire. Poco dopo gli scontri iniziarono nella zona di Bangui PK5 dove fu ucciso un agente di polizia. Nel frattempo, dopo i fatti accaduti, il Dipartimento di Stato degli Stati Uniti espresse la sua preoccupazione per gli "arresti e le sparizioni di centinaia di individui che erano membri di gruppi etnici con legami con l'Alleanza Ribelle Séléka".
Il 2 gennaio 2013, un decreto presidenziale, letto alla radio di stato, annunciò che il presidente Bozizé era il nuovo capo del ministero della difesa, prendendo il posto di suo figlio, Jean Francis Bozizé; inoltre il capo dell'esercito Guillaume Lapo, fu licenziato a causa del fallimento militare del CAR, poiché non riuscì a fermare l'offensiva dei ribelli nel mese di dicembre. Nel frattempo, il portavoce dei ribelli, il Colonnello Djouma Narkoyo, confermò che Séléka aveva fermato la sua avanzata e che avrebbe partecipato ai colloqui di pace che sarebbero iniziati a Libreville l'8 gennaio, col presupposto che le forze governative arrestassero i membri della tribù Gula. La coalizione dei ribelli confermò di richiedere le immediate dimissioni del presidente Bozizé, il quale però era convinto di portare a termine il suo mandato fino alla sua fine nel 2016. JeanFélix Akaga, il generale del Gabon incaricato della forza MICOPAX inviata dal CEEAC, dichiarò che Damara rappresentava una "linea rossa che i ribelli non possono attraversare", e qualora lo avessero fatto sarebbe stata "una dichiarazione di guerra" contro i 10 membri del blocco regionale. Fu anche annunciato che l'Angola aveva contribuito con 760 truppe di stanza nel CAR, mentre la Francia rafforzò ulteriormente la propria presenza militare nel paese di 600 soldati, inviati per proteggere i cittadini francesi nel caso fosse stato necessario.
Il 6 gennaio, il presidente sudafricano Jacob Zuma annunciò il dispiegamento di 400 soldati nel CAR per assistere le forze già presenti. Le forze ribelli, ritirate in due piccole città vicino a Barbari, parteciparono ai colloqui di pace che iniziarono due giorni dopo. In realtà i militari dispiegati furono poco più di 200, senza armi pesanti ed appoggio aereo

### Attacchi alle stazioni radio
Elisabeth Blanche Olofio, una giornalista di Radio BéOko, fu uccisa dalla coalizione Séléka, che attaccò la stazione di Bambari, nella Repubblica Centrafricana, e un'altra radio a Kaga-Bandoro il 7 gennaio 2013. Radio BéOko era parte di una rete più ampia di stazioni radio apolitiche che operavano nella Repubblica Centrafricana, nota come Association des radio communautaires de Centrafrique. L'organizzazione internazionale “Reporters Without Borders” per la libertà di stampa con sede in Francia disse che era preoccupata del fatto che gli attacchi dei ribelli stessero prendendo il sopravvento sulla capacità delle stazioni radio di operare nel CAR. Appena quattro giorni dopo il suo omicidio l'11 gennaio, il governo centrafricano firmò un accordo di cessate il fuoco con i rappresentanti Séléka.

### Accordi per il cessate il fuoco
L'11 gennaio 2013, fu firmato un accordo di cessate il fuoco a Libreville, nel Gabon. Il 13 gennaio, Bozizé firmò un decreto che rimosse il primo ministro Faustin Archange Touadéra dal potere, come parte dell'accordo con la coalizione dei ribelli. I ribelli, lasciata cadere la loro richiesta di dimissioni per il Presidente François Bozizé, dovettero nominare un nuovo primo ministro entro il 18 gennaio 2013. Il 17 gennaio, Nicolas Tiangaye fu nominato primo ministro.
I termini dell'accordo inclusero anche lo scioglimento dell'assemblea nazionale della Repubblica Centrafricana entro una settimana e al suo posto l'insediamento di un governo di coalizione per un anno e nuove elezioni legislative che si sarebbero tenute entro 12 mesi (con possibilità di proroga). Inoltre, il governo di coalizione provvisorio avrebbe dovuto attuare le riforme giudiziarie, unire le truppe ribelli con le truppe del governo Bozizé al fine di stabilire un nuovo esercito nazionale, impostare le nuove elezioni legislative, nonché introdurre altre riforme sociali ed economiche. Inoltre, il governo di Bozizé richiese di liberare tutti i prigionieri politici incarcerati durante il conflitto e che le truppe straniere tornassero nei loro paesi di origine. In base all'accordo, i ribelli Séléka non furono tenuti a rinunciare alle città che avevano conquistato o che stavano occupando, presumibilmente come un sistema per garantire che il governo Bozizé non rinnegasse l'accordo.
Bozizé, che dovette rimanere presidente fino a nuove elezioni presidenziali nel 2016, disse che l'accordo è "... una vittoria per la pace, perché da ora in poi le zone centrali africane in conflitto saranno finalmente liberate dalla loro sofferenza".
Il 23 gennaio 2013, il cessate fuoco non fu rispettato, con il governo che accusava la Séléka e Séléka che dava la colpa al governo con l'accusa di non aver onorato i termini dell'accordo di condivisione del potere. Il 21 marzo, i ribelli avanzarono sino a Bouca, a 300 km dalla capitale Bangui. Il 22 marzo, i combattimenti raggiunsero la città di Damara, a 75 km dalla capitale, con notizie contrastanti su chi avesse il controllo della città. I ribelli superarono il checkpoint a Damara e avanzarono verso Bangui, ma furono fermati con un attacco aereo da un elicottero militare.

### La caduta della città di Bangui
Il 18 marzo 2013, i ribelli ottennero che i loro cinque ministri tornassero a Bangui dove in seguito avrebbero parlato al processo di pace nella città di Sibut. I ribelli chiesero la liberazione dei prigionieri politici e l'integrazione delle forze ribelli nell'esercito nazionale. Séléka volle anche che i soldati sudafricani che erano in missione in Repubblica Centrafricana lasciassero il paese. Séléka minacciò di riprendere le armi se le richieste non fossero state soddisfatte, dando al governo un termine di 72 ore. Prima che i ribelli avessero preso il controllo di due città nel sudest del paese, Gambo e Bangassou.
Il 22 marzo 2013, i ribelli rinnovarono la loro offensiva. Presero il controllo delle città di Damara e Bossangoa. Dopo la caduta di Damara, paure si diffusero a Bangui, dato che molto presto la capitale poteva cadere, e un senso di panico pervase la città, con negozi e scuole chiuse. Le forze governative fermarono temporaneamente l'avanzata dei ribelli sparando su di loro con un elicottero militare, ma entro il 23 marzo, i ribelli abbatterono l'elicottero, entrarono a Bangui, e marciarono “diretti verso il Palazzo Presidenziale", secondo il portavoce Séléka Nelson Ndjadder. I ribelli riferirono che riuscirono a respingere i soldati governativi nel quartiere circostante, residenza privata di Bozizé, anche se il governo sostenne che Bozizé era rimasto nel palazzo presidenziale nel centro della città.
La lotta cessò durante la notte, le forniture elettriche e d'acqua vennero tagliate. I ribelli rimasero in possesso della periferia nord, mentre il governo mantenne il controllo del centro della città. Un portavoce del governo sottolineò che Bozizé era rimasto al potere e che la capitale era ancora sotto il controllo del governo.

## Colpo di Stato
Il 24 marzo, i ribelli raggiunsero il palazzo presidenziale nel centro della capitale, dove scoppiò una violenta sparatoria. Il palazzo presidenziale e il resto della capitale presto caddero nelle mani delle forze ribelli e Bozizé fuggì nella Repubblica Democratica del Congo. Un consigliere presidenziale disse "di aver attraversato il fiume in RDC domenica mattina [24 marzo] mentre le forze ribelli si dirigevano verso il palazzo presidenziale". In seguito riportò di aver cercato rifugio temporaneo in Camerun, come riferito dal governo di quel paese. L'agenzia per i rifugiati delle Nazioni Unite ricevette una richiesta da parte del governo congolese per contribuire a spostare 25 membri della famiglia di Bozizé dalla città di confine di Zongo. Un portavoce del presidente dichiarò che "I ribelli controllano la città. Spero che non ci saranno rappresaglie".
I leader dei ribelli affermarono di aver detto ai loro uomini di astenersi da eventuali furti o rappresaglie, ma i residenti della capitale affermarono che erano impegnati a difendersi da numerosi saccheggi. Acqua ed energia furono tagliati nella città. I combattenti ribelli si recarono nelle case degli ufficiali dell'esercito per saccheggiarle, ma spararono in aria coi loro fucili per proteggere le case dei cittadini comuni.
Tredici soldati sudafricani furono uccisi, ventisette rimasero feriti e uno venne dichiarato disperso dopo che la loro base, nella periferia di Bangui, fu attaccata da un gruppo ribelle armato di 3000 unità, così iniziò uno scontro a fuoco intenso tra i ribelli e 400 soldati delle Forze Nazionali della South African Defence che durò un tempo imprecisato. Il Generale Solly Shoke, capo del Defence Force South African National, dichiarò in una conferenza stampa, il 24 marzo 2013, che i soldati SANDF avevano "inflitto pesanti perdite" ai ribelli, conservato il controllo della loro base e costretto i ribelli a un cessate il fuoco. Shoke confermò che non c'erano ancora piani secondo i quali le truppe sudafricane dovessero lasciare la Repubblica Centrafricana, anche se dal 2 aprile solo 20 degli originari 200 uomini del SANDF rimasero in Centrafrica.
Le forze SANDF di circa 200 soldati affrontarono 3000 ribelli armati, e i ribelli proposero un cessate il fuoco poiché persero 500 uomini, mentre 13 morti e 27 feriti furono le perdite del SANDF. Il generale Hassan Ahmat dichiarò che i suoi uomini avevano ucciso "almeno 36 soldati sudafricani e 46 erano stati fatti prigionieri", e si scagliò contro il SANDF con l'accusa di agire come "mercenari" a favore di Bozizé.
Diversi uomini della forza regionale dell'Africa centrale, tra cui tre ciadiani, furono uccisi il 24 marzo, quando un elicottero pilotato dalle forze di Bozizé li attaccò; così disse un comunicato proveniente dalla presidenza del Ciad.
Una compagnia di truppe francesi mise in sicurezza l’aeroporto di Bangui, mentre una fonte diplomatica confermò che Parigi aveva chiesto la riunione del Consiglio di Sicurezza dell'Onu per discutere l'avanzata dei ribelli. La Francia inviò 350 soldati per garantire la sicurezza dei suoi cittadini, portando il numero totale delle truppe francesi in Centrafrica a circa 600 uomini, anche se un portavoce dichiarò che non c'erano piani per l'invio di ulteriori truppe nel paese. Il 26 marzo il ministero della Difesa francese disse che le truppe francesi a guardia dell'aeroporto avevano accidentalmente ucciso due cittadini indiani. I soldati spararono a tre veicoli che si avvicinavano all'aeroporto dopo aver sparato inutilmente colpi di avvertimento. Due cittadini indiani e un certo numero di camerunesi furono feriti nell'attacco.
Il 25 marzo 2013, il leader Séléka Michel Djotodia, che fu nominato, dopo l'accordo di gennaio, Primo Vice Ministro per la Difesa Nazionale, si dichiarò presidente. Djotodia disse che ci sarebbe stato un periodo di transizione di tre anni e che Nicolas Tiangaye avrebbe continuato ad essere primo ministro. Djotodia prontamente sospese la costituzione e sciolse il governo e l'Assemblea nazionale. Venne riconfermato Tiangaye come Primo Ministro il 27 marzo 2013.

### Fazione Séléka al potere
Dopo la vittoria dei ribelli nella capitale, piccoli gruppi di resistenza rimasero e combatterono contro il nuovo regime. La resistenza consisteva principalmente di giovani che avevano ricevuto armi dal precedente governo. Oltre 100 soldati fedeli al precedente governo si rintanarono in una base a 60 km dal capoluogo, rifiutando di consegnare le armi, anche se i colloqui erano in corso per consentire loro di tornare alle loro case. Entro il 27 marzo, fu lentamente ripristinata l'energia elettrica in tutta la capitale e la situazione generale stava cominciando a migliorare ed a essere più sicura.
Alti ufficiali militari e di polizia incontrarono Djotodia e lo riconobbero come presidente il 28 marzo 2013, in quello che fu visto come "una forma di resa".
Il 30 marzo, i funzionari della Croce Rossa annunciarono di aver trovato 78 corpi nella capitale Bangui. Non è chiaro se le vittime fossero civili o se appartenessero a una delle fazioni in conflitto.
Un nuovo governo guidato da Tiangaye, con 34 membri, fu nominato il 31 marzo 2013; Djotodia mantenne il ministero della difesa. C'erano nove membri del Séléka nel governo, insieme a otto rappresentanti dei partiti che si opponevano a Bozizé, mentre solo un membro del governo era dalla parte di Bozizé. 16 posti vennero dati ai rappresentanti della società civile ma gli ex partiti di opposizione non furono soddisfatti della composizione del governo; il 1 ° aprile, dichiararono che avrebbero boicottato il governo per protestare contro il dominio di Séléka. Essi infatti affermarono che i 16 posti assegnati ai rappresentanti della società civile sarebbero stati "consegnati agli alleati di Séléka mascherati da attivisti della società civile".
Il 3 aprile 2013, i leader africani riuniti in Ciad dichiararono di non riconoscere Djotodia come Presidente; invece, proposero la formazione di un Consiglio di transizione inclusivo e lo svolgimento di nuove elezioni entro 18 mesi, anziché tre anni come previsto da Djotodia. Parlando il 4 aprile, il ministro dell'Informazione Christophe Gazam Betty disse che Djotodia aveva accettato le proposte dei leader africani; tuttavia, suggerì che Djotodia poteva rimanere in carica se fosse stato eletto a capo del Consiglio di transizione. Djotodia di conseguenza firmò un decreto, il 6 aprile, per la formazione di un consiglio di transizione che agisse come un Parlamento di transizione. Al Consiglio fu affidato il compito di eleggere un presidente ad interim per giungere al termine del periodo transitorio di 18 mesi che avrebbe portato a nuove elezioni.
Il Consiglio di transizione, composto da 105 membri, si riunì per la prima volta il 13 aprile 2013 e come presidente ad interim fu subito eletto Djotodia; non c'erano altri candidati. Pochi giorni dopo, i leader regionali accettarono pubblicamente la leadership di transizione di Djotodia, ma, in uno spettacolo simbolico di disapprovazione, infatti avrebbero dichiarato che "non può essere chiamato Presidente della Repubblica, ma capo di Stato di transizione". Secondo i piani per la transizione, Djotodia non poteva presentarsi come candidato a presidente nelle elezioni dopo il periodo di transizione.

## Samba-Panza al potere
Michel Djotodia e il primo ministro Nicolas Tiangaye diedero le dimissioni il 10 gennaio 2014. Ma nonostante le dimissioni di Djotodia il conflitto continuò. Il 19 gennaio, Save the Children riferì che a Bouar alcuni uomini armati avevano sparato una granata con propulsione a razzo nel tentativo di fermare un convoglio di rifugiati musulmani che cercava di fuggire dalla violenza. Gli uomini armati poi li attaccarono con armi da fuoco, machete e bastoni provocando 22 morti. L'ONU, inoltre, volle mettere in guardia da un possibile genocidio.
Il Consiglio Nazionale di transizione elesse il nuovo presidente ad interim della Repubblica Centrafricana Nguendet che divenne il capo di stato. Nguendet, essendo il presidente del parlamento provvisorio e visto come persona vicino a Djotodia, non corse per l'elezione sotto pressione diplomatica. Il Parlamento convalidò le candidature di 8 persone su 24.
Il 20 gennaio 2014, Catherine Samba-Panza, sindaco di Bangui, fu eletto presidente ad interim nella seconda votazione. L'elezione di Samba-Panza fu accolta con soddisfazione da Ban Ki-moon, segretario generale delle Nazioni Unite. Samba-Panza fu riconosciuta essere neutrale e lontana da scontri tra clan. Il suo arrivo alla presidenza fu generalmente accettato sia dalle milizie ex Séléka sia da quelle antibalaka. Dopo le elezioni, Samba-Panza pronunciò un discorso in parlamento facendo un appello all'ex Séléka e alla milizia antibalaka di deporre le armi.
Il giorno dopo la violenza antimusulmana continuò a Bangui. Pochi giorni dopo il musulmano ex ministro della Salute Dr. Joseph Kalite fu linciato al di fuori della moschea centrale e almeno altre nove persone furono uccise attaccate dalla folla formata da gruppi di autodifesa cristiani; furono saccheggiati negozi nella zona a maggioranza musulmana di Miskine a Bangui.
L'Unione europea decise quindi di istituire le sue prime operazioni militari sotto l'approvazione dei ministri degli esteri con l'invio di 1 000 soldati nel paese entro la fine di febbraio, a Bangui. L'Estonia promise di inviare soldati, mentre Lituania, Slovenia, Finlandia, Belgio, Polonia e Svezia presero in considerazione l'invio di truppe; Germania, Italia e Gran Bretagna annunciarono che non avrebbero mandato militari. La mossa aveva bisogno ancora dell'approvazione del Consiglio di sicurezza. A partire dal 20 gennaio, il CICR riferì di aver seppellito circa 50 corpi in 48 ore. Avvenne anche che una folla uccise due persone accusandole di essere musulmane, trascinando poi i corpi per le strade e infine bruciandoli. Il risultato fu che 1 000 persone furono uccise.
A Boali, i musulmani cercarono rifugio, dalla violenza, in una chiesa, mentre le truppe Misca erano presenti per mantenere la sicurezza. Il 27 gennaio, il leader Séléka lasciò Bangui sotto la scorta delle forze di pace del Ciad. Allo stesso tempo, otto persone furono uccise e altre sette rimasero ferite dalla folla a Bangui. Il segretario di Stato Usa John Kerry disse: "Gli Stati Uniti sono pronti a prendere in considerazione sanzioni mirate nei confronti di coloro che destabilizzeranno ulteriormente la situazione, o perseguiranno i loro fini egoistici e incoraggiando la violenza". Due giorni dopo, il Consiglio di Sicurezza delle Nazioni Unite votò all'unanimità l'invio di truppe dell'Unione Europea dando loro un mandato di usare la forza, così come le sanzioni minacciose contro i responsabili delle violenze. L'Unione Europea promise 500 soldati per aiutare le truppe francesi e africane già presenti nel paese. In particolare la risoluzione permise l'uso di "tutte le misure necessarie" per proteggere i civili.
Il 5 febbraio, dopo un discorso di Samba-Panza in cui affermò che 4 000 soldati e dignitari avrebbero fatto parte della Scuola Nazionale di Magistratura e che provava “orgoglio nel vedere così tanti elementi della Repubblica Centrafricana riuniti". Soldati in uniforme attaccarono un giovane civile, accoltellandolo e lanciando pietre contro di lui, dopo averlo accusato di essere un membro Séléka infiltrato. Il suo corpo fu poi trascinato per le strade così che le truppe Misca potessero vedere; fu poi smembrato e bruciato prima che le truppe Misca potessero intervenire per disperdere la folla con gas lacrimogeni e colpi sparati in aria. Dal Dipartimento di Stato il portavoce Jen Psaki dichiarò: "Questa violenza settaria deve finire, è necessario rompere il ciclo di violenza. La gente del Centrafrica deve cogliere l'opportunità offerta dalla sua leadership di transizione di nuova nomina e un forte livello di sostegno internazionale, porre fine alla crisi attuale e muoversi verso una società stabile e pacifica". Le conseguenze della presidenza Djotodia ebbe come risultato di essere senza legge, con funzionamento di polizia e tribunali. Furono anche fatti dei paragoni, chiedendosi se questa sarebbe divenuta un'"altra Rwanda".
Il segretario generale delle Nazioni Unite, Ban Ki-moon parlò di una spartizione di fatto del paese nelle zone musulmane e cristiane come risultato della lotta settaria. Inoltre chiamò il conflitto come "test urgente" per le Nazioni Unite e gli stati della regione. Amnesty International colpevolizzò le milizie antibalaka di provocare un "esodo musulmano di proporzioni storiche". Samba-Panza suggerì che la povertà e un fallimento della Governance fu la causa del conflitto. Alcuni musulmani del paese erano stanchi della presenza francese in Misca, con i francesi accusati di non fare abbastanza per fermare gli attacchi da parte delle milizie cristiane. Una delle ragioni della difficoltà di fermare gli attacchi da parte delle milizie antibalaka fu la natura di queste ultime.
Il 4 febbraio 2014, un sacerdote locale disse che 75 persone furono uccise nella città di Boda, nella provincia di Lobaye.
Il 5 febbraio, Samba-Panza tenne un discorso a un gruppo di soldati dell'Africa centrale nella zona di Bangui. Poco dopo aver lasciato il corteo presidenziale, i soldati linciarono un uomo sospettato di essere un membro Séléka.
Il 10 febbraio, JeanEmmanuel Ndjaroua, un membro del governo di transizione di Samba-Panza, fu ucciso da uomini armati sconosciuti.
Il 15 febbraio, la Francia annunciò che avrebbe inviato altri 400 soldati nel paese. L'ufficio del presidente francese François Hollande chiese "una maggiore solidarietà" al Consiglio di Sicurezza delle Nazioni Unite per accelerare il dispiegamento di truppe di pace per la Repubblica Centrafricana.
Nel nordest del paese fu segnalato agli ex ribelli Séléka di raggrupparsi nel timore di attacchi di rappresaglia continui contro i musulmani in aree cristiane e viceversa. Nella parte suddetta del paese un nuovo movimento armato, denominato “Justice et Redressement”, fu segnalato per essere operativo intorno a Paoua e Boguila. Anche se i suoi obiettivi erano sconosciuti, c'erano minacce che l'atto di indebolimento dello stato avrebbe potuto evolvere in attacchi, e mentre i gruppi armati perseguivano i loro programmi, violenti gruppi islamisti sarebbero potuti apparire.
Nel sudovest, i militanti antibalaka attaccarono Guen all'inizio di febbraio causando la morte di 60 persone. Padre Rigobert Dolongo disse che avrebbe aiutato a seppellire i corpi dei morti, almeno 27 dei quali morti nel primo giorno dell'attacco e altri 43 il giorno successivo. Di conseguenza, centinaia di profughi musulmani cercarono rifugio in una chiesa di Carnot. Alla fine del mese, il presidente francese François Hollande fece un altro viaggio nel paese dopo una conferenza sulla sicurezza in Nigeria. Incontrò il contingente Misca francese, Samba-Panza e altri leader religiosi. Il coordinatore umanitario delle Nazioni Unite Abdou Dieng disse che solo circa 100 milioni di dollari, o un quinto di quello che era stato promesso, arrivò nel paese per combattere la carenza di cibo. Egli avvertì anche di una crisi alimentare che si andava profilando. In una visita in Angola, per volere del presidente José Eduardo dos Santos, che fu elogiato per il suo "impegno speciale" nel Paese, Samba-Panza disse: "Noi non abbiamo una situazione di genocidio, ma la situazione è davvero preoccupante, così stiamo lottando per la sicurezza di tutta la popolazione, indipendentemente dalla loro religione”. Suggerì anche che la situazione era "preoccupante" ma anche "sotto controllo". A metà marzo, il Consiglio di Sicurezza autorizzò un'inchiesta sul possibile genocidio, che fu condotta dal procuratore capo Fatou Bensouda della Corte penale internazionale, che avviò una preliminare indagine sull' "estrema brutalità". L'inchiesta del Consiglio di sicurezza sarebbe stata guidata dall'avvocato camerunese Bernard Acho Muna, che era il vice procuratore capo del Tribunale penale internazionale per il Ruanda, dall'ex segretario messicano degli Affari Esteri Jorge Castañeda e dall'avvocato della Mauritania Fatimata M'baye. Il 13 marzo, un gruppo di leader religiosi: Omar Layama, il reverendo Nicolas Gbangou e l'arcivescovo Dieudonné Nzapalainga, chiesero a Ban Ki-moon di raddoppiare gli sforzi per portare la pace nel paese.
Flavien Mulume, il comandante ad interim del contingente congolese delle forze Misca, informò che due caschi blu ruandesi furono feriti dalla milizia antibalaka dopo aver combattuto il 23 marzo a Bangui. Il giorno dopo, alcuni giovani crearono barricate per impedire alle truppe Misca di entrare in un quartiere. Il 30 marzo, un gruppo di cristiani in lutto fu attaccato da un musulmano che lanciò una granata provocando 11 morti, secondo la Croce Rossa nazionale. Il 29 marzo, le forze di pace del Ciad, che non facevano parte delle truppe Misca, entrarono nel mercato di Bangui con un convoglio di camion e pickup alle 15:00 circa e aprirono il fuoco causando 30 morti e oltre 300 feriti, secondo le Nazioni Unite. Alcune fonti indicarono che arrivarono a Bangui per evacuare ciadiani e altri musulmani antibalaka. Il 3 aprile, il Ciad annunciò il ritiro delle sue forze dalla Misca e che le Nazioni Unite speravano di prevenire ulteriori incursioni da parte delle truppe in viaggio direttamente dal Ciad. Il primo gruppo di soldati dell'EUFOR (55 uomini) arrivò a Bangui, a cui seguirono soldati dell'esercito francese; svolsero la prima missione il 9 aprile con l'intenzione di "mantenere la sicurezza e la formazione ufficiale locale."
La Francia chiese un voto al Consiglio di sicurezza dell'ONU il giorno successivo e si aspettò una risoluzione unanime che autorizzò 10 000 uomini e 1 800 poliziotti a sostituire l'oltre 5 000 soldati dell'Unione africana il 15 settembre; il movimento fu poi approvato. Il 10 aprile, le truppe Misca scortò oltre 1 000 musulmani in fuga verso il Ciad con una fonte della polizia che disse che "non un solo musulmano doveva rimanere a Bossangoa". Nella settimana del 14 maggio, ex ribelli Séléka spararono e uccisero un prete cristiano a Paoua. La settimana successiva, Dimanche Ngodi, un funzionario di Grimari, disse che intervenne durante uno scontro tra l'antibalaka, gli ex ribelli Séléka e truppe Misca francesi causando diversi morti. Il capitano Sebastien Isern, portavoce per le truppe francesi, annunciò che il gruppo antibalaka era stato "neutralizzato". Quel giorno, tra gli uccisi, ci fu anche la reporter francese Camille Lepage che stava facendo il suo lavoro.
I rifugiati in fuga dal paese attraversarono il fiume Ubangi ed entrarono nella Repubblica Democratica del Congo.
Nel mese di maggio 2014, fu riferito che circa 600 000 persone erano sfollate all'interno del paese con 160 000 di questi nella capitale Bangui. La popolazione musulmana di Bangui scese da 38 000 a 900. Il sistema sanitario nazionale crollò e oltre la metà della popolazione totale di 4,6 milioni fu dichiarata bisognosa di aiuti immediati. Inoltre dal dicembre 2013 al maggio 2014, 100 000 persone erano fuggite nei confinanti Camerun, Ciad e nella Repubblica Democratica del Congo portando il numero dei rifugiati in questi paesi a circa 350 000.
Il 28 maggio, i ribelli Séléka presero d'assalto un sito della chiesa cattolica, uccidendo almeno 30 persone.
Il 2 giugno, il governo vietò messaggi di testo, ritenendoli una minaccia alla sicurezza, dopo che le chiamate per uno sciopero generale furono fatte tramite SMS.
Il 23 giugno, le forze antibalaka uccisero 18 membri del villaggio a maggioranza musulmana di Bambari. Diversi giovani Séléka indussero vendetta contro questo attacco lo stesso giorno uccidendo 10 antibalaka. L'8 luglio, 17 persone furono uccise quando le forze Séléka attaccarono una chiesa cattolica a Bambari, nella convinzione che la chiesa avrebbe aiutato le truppe antibalaka.
Il 12 luglio, Michel Djotodia fu reintegrato come capo della Séléka, e il gruppo cambiò il suo nome in "Il Fronte Popolare per la Rinascita della Repubblica Centrafricana".

### Cessate il fuoco
Dopo tre giorni di colloqui, il "cessate il fuoco" fu firmato il 24 luglio 2014 a Brazzaville, Repubblica del Congo. Il rappresentante Séléka per "il cessate il fuoco" fu il generale Mohamed Moussa Dhaffane, e il rappresentante antibalaka, Patrick Edouard Ngaissona. I colloqui furono mediati dal presidente congolese Denis Sassou Nguesso. Dhaffane e la delegazione Séléka spinsero per una formalizzazione della partizione della Repubblica Centrafricana con i musulmani del nord e i cristiani del sud. Tuttavia, questa richiesta fu abbandonata nel corso dei colloqui tra Nguesso e Ngaissona e i peacekeeper francesi continuarono a monitorare la città centrale di Bambari a causa del fatto che i musulmani non erano certi del rispetto del cessate il fuoco.
Il 25 luglio, il leader militare Joseph Zindeko respinse l'accordo di cessate il fuoco e chiese la partizione della Repubblica Centrafricana in stati cristiani e musulmani separati.
Nel mese di agosto 2014, i funzionari in MBRES dichiararono che 34 persone furono uccise dai combattenti Séléka in MBRES e villaggi vicini.
Nel mese di maggio 2015 ebbe luogo una conferenza di riconciliazione nazionale organizzata dal governo di transizione della Repubblica Centrafricana. Questo fu chiamato il Forum Nazionale di Bangui. Il forum portò all'adozione di un patto repubblicano per la pace, la riconciliazione nazionale e la ricostruzione e la firma di un disarmo, smobilitazione, riabilitazione e rimpatrio (DDRR) accordo tra 9 dei 10 gruppi armati.
Nel settembre del 2015, almeno 42 persone furono uccise e circa 100 ferite a Bangui quando i musulmani attaccarono un quartiere a maggioranza cristiana, secondo il governo, dopo che un uomo musulmano fu ucciso. Tra condizioni simili all'anarchica, più di 500 detenuti fuggirono dalla prigione centrale di Nagaragba, compresi i combattenti di entrambe le milizie cristiane e musulmane.
Il 12 ottobre 2016, delle violenze scoppiano a Kaga-Bandoro, quando un ex miliziano della Séléka viene ucciso mentre tentava di rubare un gruppo elettrogeno di una radio locale. Come rappresaglia gli uomini del generale Al-Khatim attaccano un campo di rifugiati e uccidono 45 persone. Le truppe della MINUSCA intervengono e abbattono 12 uomini della Séléka · .

## Presidenza di Faustin-Archange Touadéra
Nel febbraio 2016, dopo elezioni pacifiche, l'ex primo ministro Faustin-Archange Touadéra è stato eletto presidente. Il 31 ottobre 2016 la Francia mette fine alla sua operazione Sangaris affermando che l'operazione è stata un successo.
Il 31 maggio 2017, un improvviso scoppio di violenza ha luogo a Bangassou : da 17 a 115 persone sono uccise durante un attacco. Nel 2017 più dell'80 % del territorio della Repubblica Centrafricana è sotto il controllo o l'influenza di una delle quattordici fazioni armate e subisce le intrusioni di mercenari venuti dai Paesi limitrofi, (principalmente Sudan e Chad). Tra questi gruppi, i capi dei tre gruppi armati provenienti dagli ex Séléka (il Fronte popolare per la rinascita del Centrafrica di Nur ed-Din Adam; il Raggruppamento patriottico per il rinnovamento del Centrafrica di Zakaria Damane; il Movimento patriottico per il Centrafrica di Mahamat Al-Khatim) e di un gruppo proveniente dal movimento anti-balaka (diretto da Maxime Mokom, il nipote dell'ex presidente François Bozizé) hanno formato una coalizione.
Nel frattempo, a partire dalla fine del 2017, la Russia inizia ad essere coinvolta negli affari interni del paese sotto richiesta del Presidente Touadéra. Mosca riesci in primis ad alleggerire l'embargo sulle armi imposto dal Consiglio di Sicurezza delle Nazioni Unite che colpisce anche le forze armate governative. Successivamente, con l'accordo dell'ONU, tra il 26 gennaio e il 7 febbraio 2018 atterrano a Bangui 9 voli con le armi e le munizioni accordate in precedenza. Nel frattempo arrivano anche i primi istruttori russi (5 militari e 170 civili) pronti a fornire supporto all'addestramento delle forze armate centroafricane e inserendo nella guardia presidenziale cittadini russi.

## Caduti in guerra

### Caduti in guerra nel 2013
Nel 2013 le vittime furono: tra 2 286 e 2 396 o più
marzo 2013 - Séléka (Coalizione dei 5 gruppi ribelli musulmani), rovesciò il governo e prese il potere.
24 marzo - 30 aprile circa 130 persone uccise a Bangui.: giugno - 12 abitanti del villaggio morti.
agosto - 21 morti nel corso del mese.
9 settembre combattimenti in Bouca - tra 73 e 153 morti.
6 ottobre - 14 morti
9 ottobre - 30 - 60 morti in scontri.
12 ottobre - 6 morti
04 - 10 dicembre - 600 - 610 morti a Bangui e in altre località.
oltre 2000 morti nei mesi di dicembre e gennaio.

## Reazione internazionale

### Organizzazioni

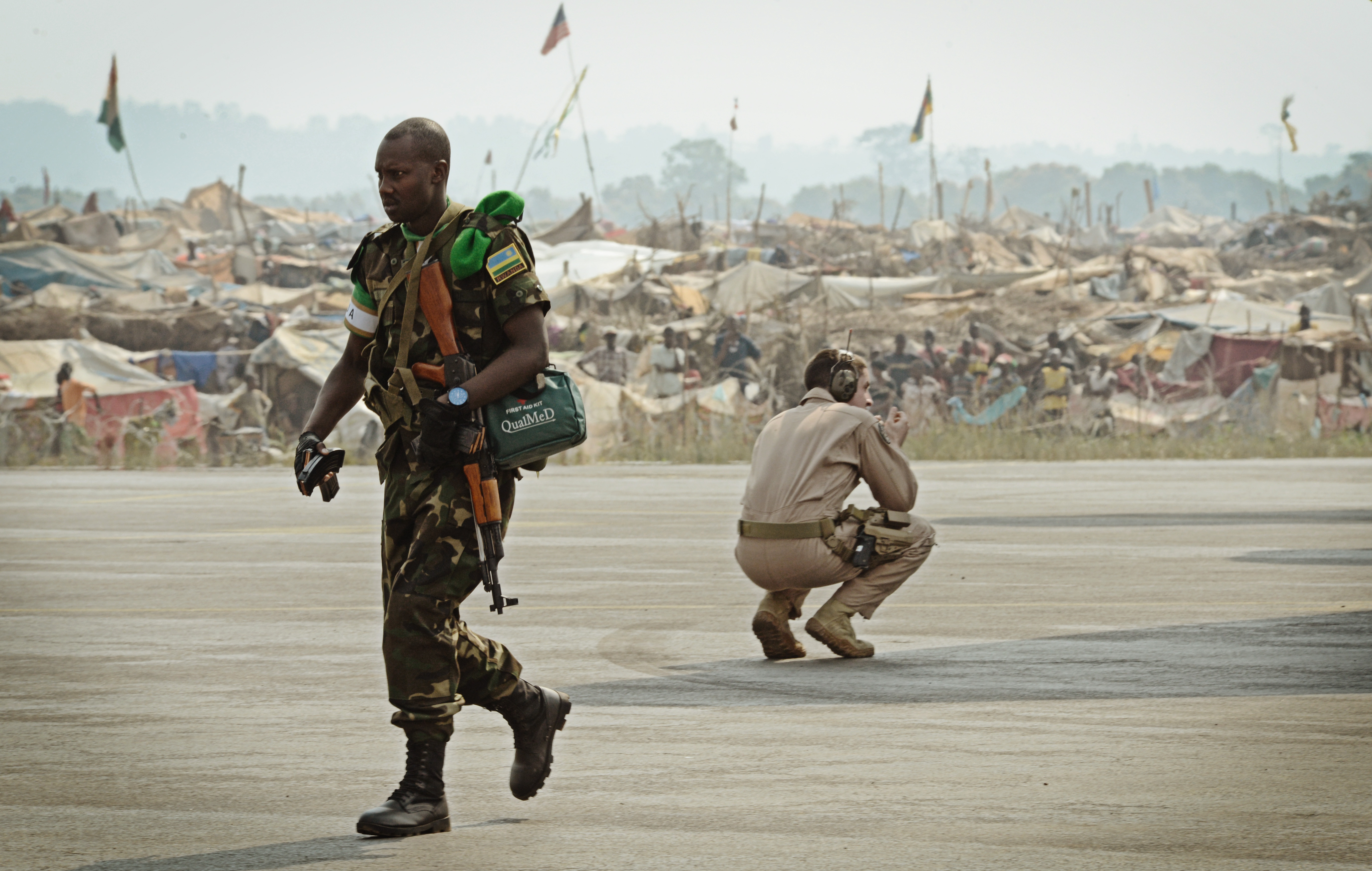
Un soldato ruandese vicino ad un campo di rifugiati

- Unione Africana - Yayi Boni, l'allora presidente dell'Unione africana, tenne una conferenza stampa a Bangui, dichiarando, "Chiedo ai miei fratelli ribelli di cessare le ostilità, di fare la pace con il presidente Bozizé e il popolo dell'Africa centrale .. . Se si smette di combattere, si aiuterà a consolidare la pace in Africa. I popoli africani non meritano tutta questa sofferenza. Il continente africano ha bisogno di pace e non di guerra"[210]. Boni continuò a chiedere il dialogo tra l'attuale governo e i ribelli. L'Unione africana sospese la Repubblica Centrafricana dai suoi membri il 25 marzo 2013[211].
- Unione Europea - Il 21 dicembre 2012, la rappresentante per gli affari esteri, Catherine Ashton, invitò i gruppi di ribelli armati a "cessare tutte le ostilità e rispettare l'accordo di pace di Libreville". Il commissario europeo per gli aiuti umanitari Kristalina Georgieva aggiunse che era profondamente preoccupata sulla situazione nel paese e avrebbe esortato "tutti i gruppi armati a rispettare il diritto umanitario internazionale e le attività degli aiuti umanitari"[212]. Il 1 ° gennaio la Ashton, ancora una volta espresse preoccupazione per le violenze e esortò tutte le parti coinvolte a "prendere, senza indugio, tutte le necessarie misure per evitare attacchi contro le popolazioni, nei quartieri di Bangui, che possono minare le possibilità di un dialogo pacifico"[213].
- Il 10 febbraio 2014, l'Unione europea dispose un'operazione militare denominata EUFOR RCA, con l'obiettivo "di fornire un sostegno temporaneo per ottenere un ambiente sicuro e protetto nella zona di Bangui". Il maggiore generale francese Philippe Pontiès fu nominato comandante di questa forza[214].
- Nazioni Unite - Il 26 dicembre 2012 l'Onu annunciò il ritiro dal paese di tutto il personale non essenziale a causa del peggioramento della situazione della sicurezza. In un comunicato, il segretario generale dell'Onu Ban Ki-moon, condannò l'avanzata dei ribelli e avvertì che aveva il potenziale per "minare gravemente gli accordi di pace in atto." Egli invitò anche il governo "a garantire la sicurezza e la salute del personale dell'ONU."

### Paesi Africani
- Gabon / Ciad / Camerun / Congo / Guinea Equatoriale inviarono truppe nel 2013 per costituire una forza multinazionale dell'Unione Africana per l'Africa centrale (FOMAC) forza di pace in CAR[215][216].

Altri
- Brasile - Il 25 dicembre 2012, il Ministero degli Affari Esteri del Brasile rilasciò una dichiarazione, "esortando le parti a osservare una cessazione immediata delle ostilità e qualsiasi atto di violenza contro la popolazione civile" e chiese "il ripristino della legalità istituzionale nella Repubblica Centrafricana". Il governo brasiliano dichiarò che era in contatto con il piccolo numero di cittadini brasiliani che risiedevano nel paese[217].
- Estonia - Il 9 maggio 2014, inviò 55 soldati a unirsi alla missione EUFOR RCA dell'UE[218].
- Georgia - 140 uomini mandati in missione militare dell'Unione europea nella Repubblica Centrafricana[10].
- Francia - Il 27 dicembre 2012, il Presidente Francois Bozizé richiese l'assistenza internazionale per aiutare contro la ribellione, in particolare dalla Francia e dagli Stati Uniti. Il presidente francese François Hollande respinse la richiesta, dicendo che i 250 uomini francesi di stanza all'aeroporto di Bangui erano lì ma non sarebbero intervenuti in alcun modo negli affari interni". Separatamente, un comunicato del ministero degli Esteri condannò "la continua ostilità da parte dei gruppi ribelli", aggiungendo che l'unica soluzione alla crisi era il dialogo[219].
- Sudafrica - aveva mantenuto un numeroso contingente nella RCA dal 2007. Una delle forze speciali a protezione del presidente Bozizé sotto la denominazione di Operazione Morero e un secondo gruppo alleato FACA denominato Operazione Vimbezela[220]. Il ministro della Difesa Nosiviwe MapisaNqakula si recò a Bangui il 31 dicembre 2012 per valutare la situazione[221]. In data 8 gennaio 2013, la Defence Force South African National schierò 200 soldati aggiuntivi in CAR, metà della forza autorizzata dal presidente Jacob Zuma[222]. Il 21 marzo il Presidente Bozizé andò a Pretoria per incontrare Zuma[223], presumibilmente per discutere l'ultimatum di 72 ore che i ribelli gli avevano dato[224].  Le truppe sudafricane del 1 Battaglione Paracadutisti subirono 13 morti e 27 feriti[225] mentre la difesa contro la Séléka avanzava. Il 24 marzo 2013 i soldati SANDF cominciarono il ritiro dalla base aerea di Entebbe, con l'intenzione della CAR di riprendere il controllo da Séléka[226].
- Stati Uniti d'America - Il 17 dicembre 2012, il Dipartimento di Stato Advisory Council di Sicurezza Oltremare pubblicò un messaggio di emergenza di avviso ai cittadini statunitensi sui gruppi armati attivi in MBRES consigliando loro di evitare di viaggiare al di fuori di Bangui[227].. Al personale dell'ambasciata degli Stati Uniti fu vietato di viaggiare su strada al di fuori della capitale. Il 24 dicembre, il Dipartimento di Stato emise un altro avviso. Tutto il personale non essenziale fu evacuato[228]. Il 28 dicembre, l'Ambasciata degli Stati sospese l'attività a seguito della minaccia incombente dei ribelli a Bangui[229] e l'ambasciatore Laurence D. Wohlers e il personale diplomatico lasciarono il paese.[230].